# Ibudilaszt
Az ibudilaszt (INN: ibudilast) fehér színű, vízben nem oldódó szilárd anyag.
Relatíve nem-szelektív foszfodiészteráz(en) (PDE)  gátló. Japánban fejlesztették ki az 1980-as években, eredetileg asztma ellen. Később kiderült, hogy gyulladásgátló hatása van mind a periferiális immunrendszerre, mind a központi idegrendszer gliasejtjeire. Az utóbbi alkalmassá teheti neuropátiás fájdalom(en), sclerosis multiplex és más neurológiai betegségek (ópiumelvonási tünetek, ópium- és metamfetamin-függőség) ellen.
Újabban az agyi érkatasztrófát (stroke-ot) követő szédülés ellen alkalmazzák, mert értágító és a vérlemezkék összecsapódását gátló hatása is van.

## Adagolás
Asztma ellen: naponta kétszer 10 mg. Agyérrendszeri betegségek ellen naponta háromszor 10 mg.

## Készítmények
Nemzetközi forgalomban:
- Eyevinal
- Ketas

Magyarországon nincs forgalomban ibudilaszt-tartalmú készítmény